# The Exploits of the Emden
The Exploits of the Emden est un film australien réalisé par Ken G. Hall et sorti en 1928.

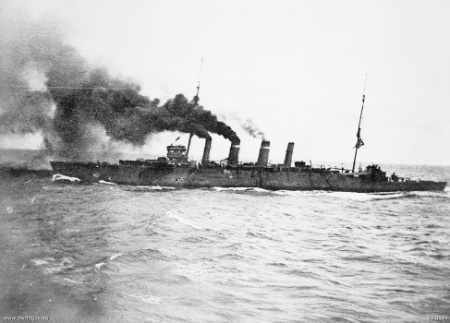
Le croiseur HMAS Sydney en 1914.

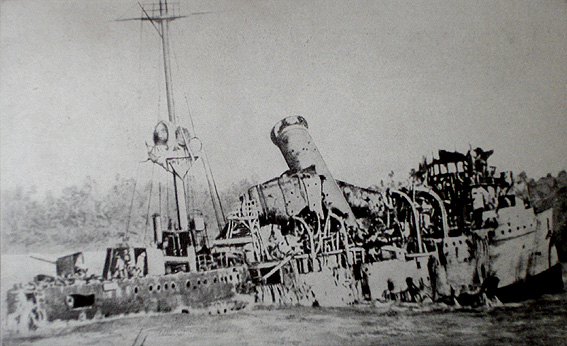
L'épave du SMS Emden.

Le sujet du film est le Combat des îles Cocos qui a opposé le croiseur de la Royal Australian Navy HMAS Sydney au croiseur léger de la Marine impériale allemande SMS Emden. Il comporte des images d'archives, et des séquences tournées en Australie.

## Fiche technique
- Réalisation : Ken G. Hall et Louis Ralph[1]
- Production : Ken G. Hall[2]
- Photographie : Ray Vaughan, Claude Carter
- Montage : Ken G. Hall
- Production : First National Pictures[3]
- Durée : 63 minutes[4]
- Date de sortie : 21 septembre 1928

## Critiques
Le film a eu des critiques positives, et a contribué à lancer la carrière de son réalisateur Ken G. Hall.